# After: en mil pedazos
After: en mil pedazos (título en inglés: After We Collided) es una película estadounidense de drama romántico de 2020 dirigida por Roger Kumble, coescrita por Anna Todd y Mario Celaya, y protagonizada por Josephine Langford y Hero Fiennes-Tiffin. Es la secuela de la película de 2019, After: Aquí empieza todo. Ambas son una adaptación de las dos primeras novelas de la saga After, de la escritora estadounidense Anna Todd.

## Sinopsis
La relación de Tessa y Hardin atraviesa un momento complicado. Mientras él se hunde en el alcohol, ella se siente atraída por un hombre al que ha conocido.

## Reparto
- Josephine Langford como Tessa Young.
- Hero Fiennes Tiffin como Hardin Scott.
- Louise Lombard como Trish Daniels.
- Dylan Sprouse como Trevor Matthews.
- Candice King como Kimberly.
- Charlie Weber como Christian Vance.
- Max Ragone como Smith Vance.
- Selma Blair como Carol Young.
- Inanna Sarkis como Molly Samuels.
- Shane Paul McGhie como Landon Gibson.
- Khadijha Red Thunder como Steph Jones.
- Pia Mia como Tristan.
- Samuel Larsen como Zed Evans.
- Dylan Arnold como Noah Porter.
- Karimah Westbrook como Karen Scott.
- Rob Estes como Ken Scott.

## Producción
En mayo de 2019, se confirmó que se estaba planeando una secuela de la película After: Aquí empieza todo con Josephine Langford y Hero Fiennes-Tiffin repitiendo sus papeles como Tessa Young y Hardin Scott respectivamente.
El 4 de agosto, se anunció que Roger Kumble dirigiría la secuela. El 5 de agosto, se anunció que Dylan Sprouse fue elegido como Trevor, el compañero de trabajo de Tessa. El 15 de agosto se anunció que Charlie Weber, Rob Estes, Louise Lombard, Candice King, Karimah Westbrook y Max Ragone interpretarían a Christian Vance, Ken Scott, Trish, Kim, Karen y Smith, respectivamente. Estes y Westbrook sustituyeron a Peter Gallagher y Jennifer Beals como Ken y Karen Scott respectivamente.
La fotografía principal comenzó en agosto de 2019 en Atlanta, Georgia.

## Estreno
After: en mil pedazos se estrenó en Irlanda, Italia, Portugal y el Reino Unido el 2 de septiembre de 2020. El 3 de septiembre de 2020, la película se estrenó en Austria, Chipre, República Checa, Alemania, Grecia, Hungría, Eslovaquia, España, Suiza y Ucrania. Luego se estrenó en Suecia el 9 de septiembre, en Australia, Dinamarca, Oriente Medio y Nueva Zelanda el 10 de septiembre, y en Canadá, Estonia, Letonia, Lituania, Noruega, Polonia y Rumania el 11 de septiembre. Se estrenó simultáneamente en cines y bajo demanda en Estados Unidos el 23 de octubre de 2020, a través de Open Road Films. En regiones seleccionadas, fue estrenada a través de Netflix el 22 de diciembre de 2020.
| País | Estreno                  | Ref(s)        |
| --- | ------------------------ | ------------- |
| Irlanda · Italia · Portugal · Reino Unido                                                                | 2 de septiembre de 2020  | [ 8 ]         |
| Alemania · Austria · Chipre · Eslovaquia · España · Grecia · Hungría · República Checa · Suiza · Ucrania | 3 de septiembre de 2020  | [ 9 ]         |
| Bulgaria · Finlandia                                                                                     | 4 de septiembre de 2020  | [ 10 ] [ 11 ] |
| Suecia                                                                                                   | 9 de septiembre de 2020  | [ 12 ] [ 13 ] |
| Australia Dinamarca Nueva Zelanda                                                                        | 10 de septiembre de 2020 | [ 12 ] [ 14 ] |
| Canadá · Estonia · Letonia · Lituania · Noruega · Polonia · Rumania                                      | 11 de septiembre de 2020 | [ 12 ] [ 15 ] |
| Eslovenia · Rusia · Serbia · Montenegro                                                                  | 17 de septiembre de 2020 | [ 16 ] [ 13 ] |
| Sudáfrica Turquía                                                                                        | 18 de septiembre de 2020 | [ 16 ]        |
| Países Bajos                                                                                             | 8 de octubre de 2020     | [ 14 ]        |
| Bélgica                                                                                                  | 14 de octubre de 2020    | [ 14 ]        |
| Estados Unidos                                                                                           | 23 de octubre de 2020    | [ 17 ]        |